# Fish River Canyon

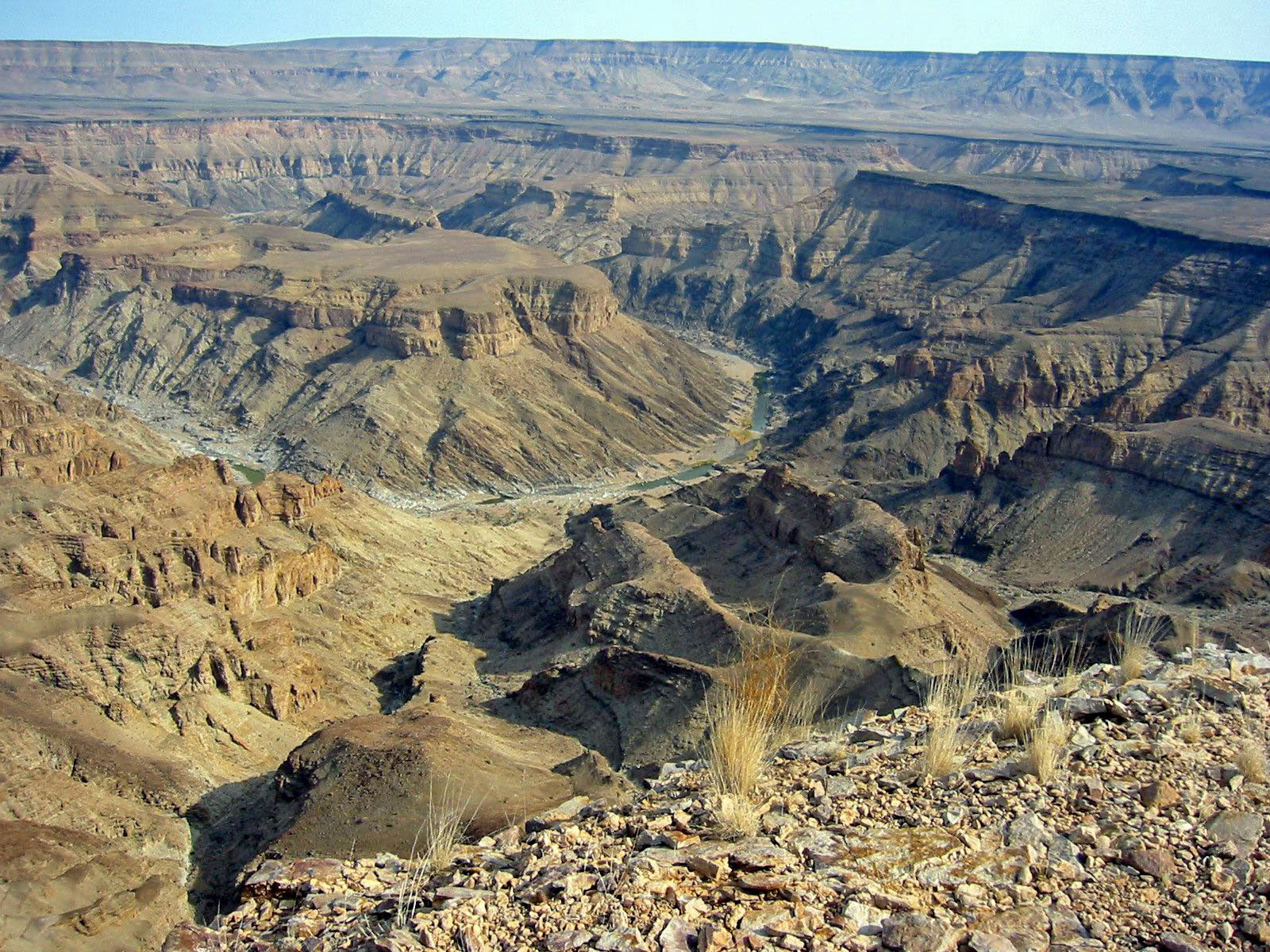
Fish River Canyon

Fish River Canyon, som ligger i södra Namibia, är världens näst största kanjon och Afrikas största. Den är också den näst mest besökta sevärdheten i Namibia. Kanjonen är totalt 100 km lång och uppemot 25 km bred. På vissa platser är den nära 550 meter djup.
Fish River är den länsta floden i Namibia. Den har skurit sig ner i platån som idag är helt torr, stenig och sparsamt bevuxen med tåliga plantor motståndskraftiga mot torka. Floden rinner stötvis, under sensomamren svämmar den vanligen över; resten av året blir den en kedja av långa smala småsjöar. I Fish River Canyons nedre del, ligger de varma källorna i Ai-Ais.
Offentliga utsiktsplatser finns nära Hobas, en campingplats 70 km norr om Ai-Ais. Denna del av kanjonen utgör en del av Ai-Ais/Richtersveld Transfrontier Park. Kanjonens övriga 90 km ligger på privatägd mark.

## Geologi

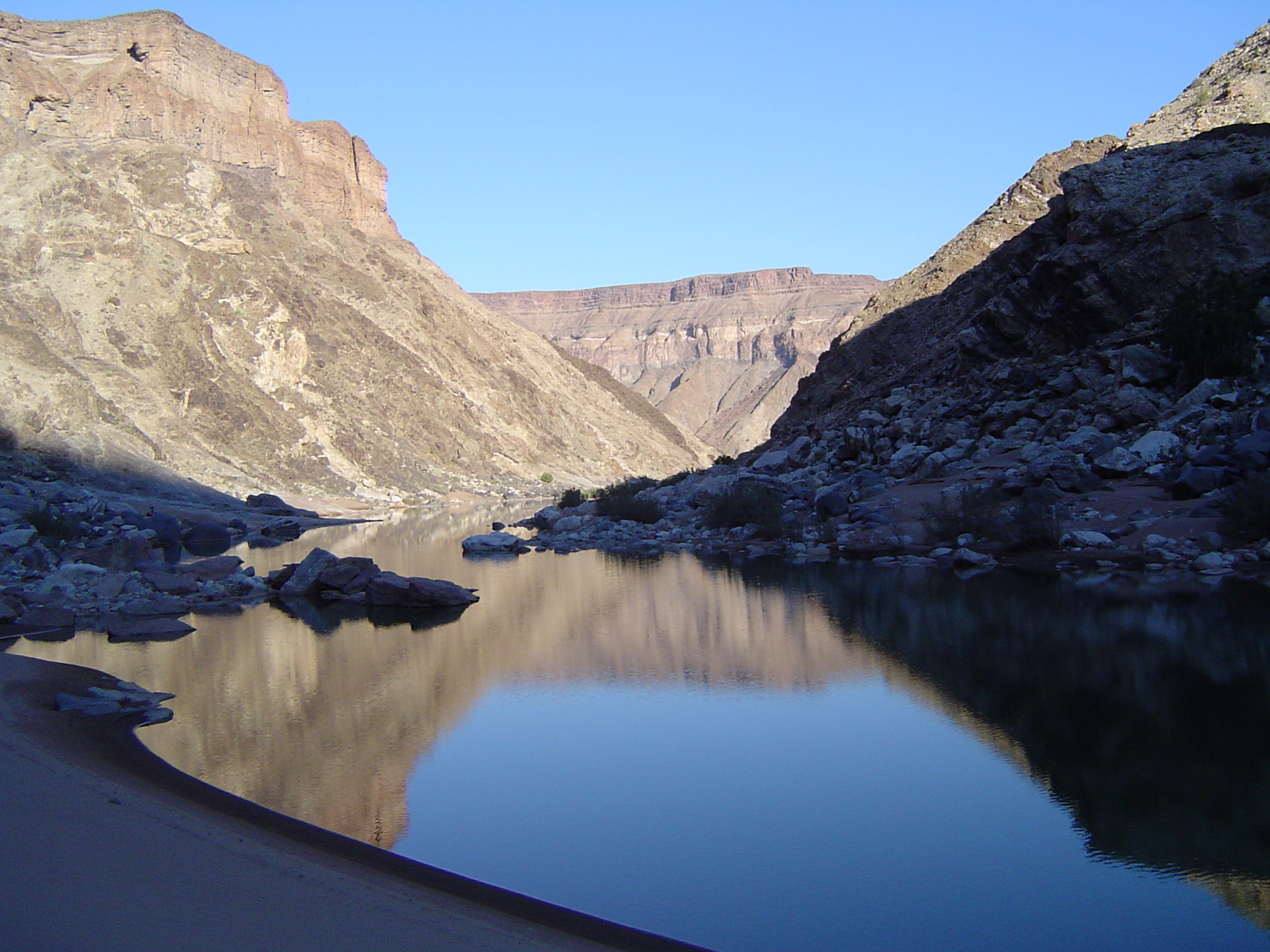
Flodbädden tidigt på morgonen

Uppströms rinner floden genom horsontell dolomit-strata. Dessa strata bildade delar av kanjonen för cirka 650 miljoner år sedan när kontinentalplattornas rörelse fick marken att spricka, första steget i bildandet av Fish River Canyon.
Längre ner, ser man ett granit-system som bildar den karakteristiska flodbädden som resulterar i former som fingerspetsar.  I detta område, går en förkastning från norr till söder, som är orsaken till den klyft-liknande kanalen och närvaron av heta svavelhaltiga källor.

## Aktiviteter
Vandringsleden Fish River Hiking Trail  börjar i Hobas och slutar 85 km söderut i Ai Ais. Inga faciliteter finns och vandrare sover utomhus under hela turen som vanligen tar 3 till 5 dagar att genomföra.
På grund av plötsliga översvämningar och höga sommartemperaturer som ofta överstiger 45°C, är leden bara öppen på vintern. Säsongen startar 1 maj och slutar 15 september (vintertiden på södra hemisfären). Ett läkarintyg krävs för att prova på vandringsleden, och grupper måste bestå av minst 3 deltagare äldre än 12 år.

## Världsarvsstatus
Den 3 oktober 2002 sattes Fish River Canyon upp på Namibias tentativa världsarvslista.